# Peter Nordahl
Peter Nordahl, född 29 maj 1966 i Degerfors, är en svensk kompositör, dirigent, producent, och musiker.
Nordahl har sedan tidigt 2000-tal etablerat sig som en av Skandinaviens mest respekterade och kreativa kompositör/dirigenter, i allt från konserthus, filmer, teaterproduktioner och inspelningar. Utmärkande för Peter Nordahls arbete är att han lyckats föra samman de tidigare inkompatibla genrerna klassisk musik och pop, och därigenom funnit en bred publik av lyssnare.
Under sina aktiva år inom musiken har Nordahl haft nära samarbeten med, och producerat för, flera prominenta personer, bland annat med Agnetha Fältskog, Björn Skifs, Carola, Sven-Bertil Taube, Myrra Malmberg, Måns Zelmerlöw, Linnea Henriksson, Jill Johnson, Håkan Hellström, Miss Li Danny Saucedo, Tomas Ledin och Orphei Drängar. Peter Nordahl uppträder även regelbundet med orkestrar som dirigent, till exempel Londons Filharmoniska Orkester, Sveriges Radios symfoniorkester, Norrköpings symfoniorkester, Göteborgs Symfoniker, Gävle symfoniorkester, Kungliga Filharmoniska Orkestern, Malmö symfoniorkester, Helsingborgs symfoniorkester, Göteborgsoperans orkester, Malmö Opera Orkester, Hovkapellet, Norrlandsoperan, och flera andra orkestrar.
Peter Nordahl har även komponerat musik till filmen Monica Z (2014), en biografisk film om Monica Zetterlund, för vilken han fick en Guldbaggenominering. Samma tid skedde ett omfattande projekt med Sven-Bertil Taube, vilket resulterade i flera album, under namnen Hommage och Hommage Vol.2, samt Så Länge Skutan Kan Gå, och Så Länge Skutan Kan Gå Vol.2. Deras mest omfattande projekt var Sånger Ur Havet som komponerades av Nordahl för Göteborgs Symfoniker.
2017 kom skivan Signerat Peter Nordahl där han bearbetat musik av Ted Gärdestad, genom att skriva nya arrangemang till originalinspelningarna av Gärdestads röst och sedan föra ihop inspelningarna med Norrköpings Symfoniorkester.
Peter Nordahl jobbade år 2022 med Tomas Ledin, och tillsammans skapade de verket Symfonia. I liknande stil som Gärdestadprojektet, skapade Nordahl nya arrangemang till Ledins existerande låtar och framförde dem med en full symfoniorkester. 2023 tog de projektet på en turné runtom i Sverige och Finland.
Nordahl är i grunden jazzpianist, och har verkat som det främst i sin egen trio Peter Nordahl Trio, och har där samarbetat med bland andra James Moody, Lisa Ekdahl, Steve Grossman och Stacey Kent.
I september 2024 hade Peter Nordahls första opera "Herr Arnes Penningar" premiär. Operan är baserad på Selma Lagerlöfs berättelse med samma titel, och utforskar teman som skuld, hämnd och ödet, genom en berättelse om svek och tragedi i 1500-talets Sverige. Operan framfördes på Folkoperan i Stockholm, och librettot är skrivet av författaren Sara Bergmark Elfgren.
Peter Nordahl är gift med sångaren Myrra Malmberg, och de har tillsammans en dotter. Nordahl är även barnbarn till Bertil Nordahl, och släkt med Gunnar och Knut Nordahl.

## Priser och utmärkelser
- 3 Grammisar
- 12 Grammisnomineringar
- 1 Guldbaggenominering, för Monica Z
- Sjösalapriset 2017
- SKAP-priset 2017
- Thore Erling-priset 2018

## Diskografi
- Various Artist - Jazz On The Corner
- Rune Carlsson - Witchcraft
- Peter Nordahl Trio - The Night We Called It A Day
- Peter Nordahl Trio - Crazy She Calls Me
- Myrra Malmberg - Sings Sondheim, What Can You Lose
- Lisa Ekdahl and Peter Nordahl Trio - When Did You Leave Heaven
- Gunnar Bergstan - The Good Life
- Lisa Ekdahl and Peter Nordahl Trio
- Lena Endre - Akta Dig
- Bernt Rosengren Octet - Plays A Jazz Version Of Porgy And Bess
- Rune Carlsson - Seven Footprints To Heaven
- Myrra Malmberg - Sings Andrew Lloyd Weber, Unexpected
- Lisa Ekdahl and Peter Nordahl Trio - It's Oh, So Quiet
- Lisa Ekdahl and Peter Nordahl Trio - Back To Earth
- Gunnar Bergsten - Somewhere
- Peter Nordahl Trio - An American In Paris
- Lisa Ekdahl and Peter Nordahl Trio - Back To Earth
- Bernt Rosengren Octet - Plays Evert Taube
- Gunnar Bergsten and Peter Nordahl - Plays Lars Gullin
- Evita - Swedish Original Cast
- Peter Nordahl Trio - Dear Old Stockholm
- Carl-Johan Vallgren - Kärlek Och Andra Katastrofer
- Peter Nordahl trio - The Look Of Love
- Peter Nordahl - Directors Cut
- Lisa Ekdahl and Peter Nordahl Trio - Heaven, Earth and Beyond
- Karl Olandersson - Introducing
- Bernt Rosengren Octet - Plays Evert Taube Volume 2
- Peter Nordahl Trio - Peter Nordahl Plays Gershwin
- Myrra - Bossa Kiss Pop
- Peter Nordahl Trio - My Rubber Soul
- Myrra - Serendipity
- Peter Nordahl Trio - A Brand New Silver Dollar
- Emilia de Poret - A Lifetime In A Moment
- Det Bästa Med Lisa Ekdahl och Peter Nordahl Trio
- Myrra - Sweet Bossa
- Emilia -Små Ord Av Kärlek
- Bernt Rosengren Tentet - Plays Kurt Weill
- Myrra - Bossa Vol.1
- Myrra - Bossa Vol.2
- Jekyll and Hyde - Swedish Original Cast
- E.M.D. - Välkommen Hem
- Rikke Lie - Good Girl
- Barbara Morrison - Barbara Morrison
- Vox Archangeli - Sanctus: Raphael
- Rikke Lie - Such A Lovely Day
- Rikke Lie - Better Off
- Myrra Malmberg - Another World
- Måns Zelmerlöw - Vit Som En Snö
- Måns Zelmerlöw - Kära Vinter
- Måns Zelmerlöw - December
- Måns Zelmerlöw - Christmas With Friends
- Jill Johnson - Välkommen Jul
- Björn Skifs - Break The Spell
- Orphei Drängar - O.D.
- Martin Stenmark - Decembersånger
- Monica Z - Soundtrack
- Agnetha Fältskog featuring Gary Barlow - I Should've Followed You Home
- Agnetha Fältskog - When You Really Loved Someone
- Agnetha Fältskog - The One Who Loves You Now
- Agnetha Fältskog - Dance Your Pain Away
- Agnetha Fältskog - A
- Sven-Bertil Taube - Hommage
- Lise och Gertrud - Lyckan Kommer Från Ett Annat Land
- Sven-Bertil Taube - Hommage Vol.2
- Sven-Bertil Taube - Så Mycket Bättre
- M.O.D. - The Greatest Video Game Music, Choral Edition
- Carola - Drömmen Om Julen
- Ted Gärdestad - Signerat Peter Nordahl
- Sven-Bertil Taube - Så Länge Skutan Kan Gå
- Sven-Bertil Taube - Så Länge Skutan kan Gå Vol.2
- Peter Nordahl - RevisiTED
- Håkan Hellström - Illusioner
- Barnkammarboken - Det Bästa Ur Den Silvriga Barnkammarboken
- Vigiland VS Peter Nordahl - Orchestral Sessions
- Sara Med Allt Sitt Väsen - Soundtrack
- Sven-Bertil Taube - Sånger Ur Havet
- Tomas Ledin - Symfonia
- Peter Nordahl - Nightfall
- Peter Nordahl Trio - Plays Charles Mingus